# Cadavre de lux

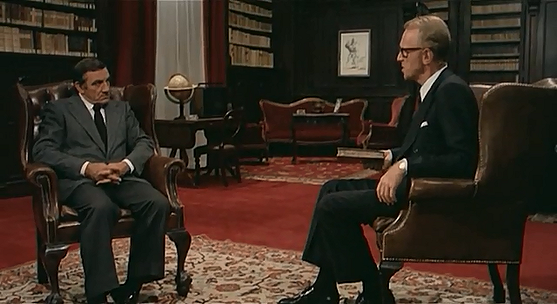
Lino Ventura și Max Von Sydow într-o scenă din film

Cadavre de lux (titlul original: Cadaveri eccellenti) este un film dramatic italian, realizat în 1976 de regizorul Francesco Rosi, după romanul din 1971 a scriitorului Leonardo Sciascia, protagoniști fiind actorii Lino Ventura, Renato Salvatori, Max Von Sydow, Fernando Rey. 

## Conținut
Într-un oraș din Sicilia a fost ucis un judecător. Inspectorul de poliție Amerigo Rogas, este însărcinat să cerceteze cazul. Nu la mult timp și în alte orașe, se mai petrec câteva crime asupra altor funcționari publici de înalt rang din justiție. Rogas constată că toți acești înalți funcționari din justiție, au lucrat împreună la un caz comun în care au condamnat un farmacist la cinci ani pentru tentativă de omor. Acesta a fost acuzat de soția sa, doamna Cres, că a vrut să o ucidă amestecându-i în budincă otravă. A scăpat prin faptul că prima dată i-a dat pisicii să mănânce. După cercetări, Rogas ajunge la concluzia că farmacistul este din răzbunare autorul primelor două crime, dar următoarele crime sunt „preluate” de o organizație necunoscută, care sub această mască, vrea să scape de judecătorii incomozi.
Pentru că descoperă un conflict la nivel înalt între partidele politice, își dă întâlnire în secret cu primul secretar al Partidului Comunist, vrând sa-l informeze pe acesta despre lovitura de stat planificată. Deoarece a observat că în ultimul timp este mereu urmărit din umbră și intimidat, își ia cu el pistolul...

## Distribuție
- Lino Ventura – inspectorul Amerigo Rogas
- Renato Salvatori – comisarul de poliție
- Max Von Sydow – președintele Riches
- Alain Cuny – judecătorul Rasto
- Fernando Rey – ministrul securității
- Charles Vanel – procurorul Varga
- Francesco Callari – judecătorul Sanza
- Paolo Bonacelli – doctorul Maxia
- Tino Carraro – șeful poliției
- Marcel Bozzuffi – inactivul leneș
- Maria Carta – dna. Cres
- Luigi Pistilli – Cusano
- Tina Aumont – prostituata
- Paolo Graziosi – Galano
- Anna Proclemer – dna. Nocio
- Alfonso Gatto – Vilfredo Nocio
- Carlo Tamberlani – arhiepiscopul
- Enrico Ragusa – fratele cappuccino
- Corrado Gaipa – mafiotul interogat de Rogas
- Claudio Nicastro – generalul
- Silverio Blasi – dr. Bloma, șeful de partid politic
- Florestano Vancini – șeful Partidului Comunist Italian

## Premii
- 1976 David di Donatello
  - Premiul Cel mai bun film
  - Premiul Cel mai bun regizor pentru Francesco Rosi.